# Suriname International 2008
Die Suriname International 2008 im Badminton fanden vom 21. bis zum 23. November 2008 statt.

## Sieger und Platzierte
| Disziplin    | Gold                                    | Silber                                | Bronze                                |
| ------------ | --------------------------------------- | ------------------------------------- | ------------------------------------- |
| Herreneinzel | Virgil Soeroredjo                       | Mitchel Wongsodikromo                 | Anil Seepaul                          |
| Herreneinzel | Virgil Soeroredjo                       | Mitchel Wongsodikromo                 | Irfan Djabar                          |
| Dameneinzel  | Shari Watson                            | Milangela Plate                       | Danielle Melchiot                     |
| Dameneinzel  | Shari Watson                            | Milangela Plate                       | Nathalie Haynes                       |
| Herrendoppel | Virgil Soeroredjo Mitchel Wongsodikromo | Dylan Darmohoetomo Irfan Djabar       | Oscar Brandon Jair Liew               |
| Herrendoppel | Virgil Soeroredjo Mitchel Wongsodikromo | Dylan Darmohoetomo Irfan Djabar       | Redon Coulor Gilmar Jones             |
| Damendoppel  | Nathalie Haynes Danielle Melchiot       | Crystal Leefmans Quennie Pawirosemito | Jill Sjauw Mook Charlene Soerodimedjo |
| Damendoppel  | Nathalie Haynes Danielle Melchiot       | Crystal Leefmans Quennie Pawirosemito | Sabrina Scott Shari Watson            |
| Mixed        | Virgil Soeroredjo Nathalie Haynes       | Mitchel Wongsodikromo Jill Sjauw Mook | Andre Padmore Shari Watson            |
| Mixed        | Virgil Soeroredjo Nathalie Haynes       | Mitchel Wongsodikromo Jill Sjauw Mook | Dylan Darmohoetomo Crystal Leefmans   |

## Finalergebnisse
| Disziplin    | Sieger                                    | Finalist                                 | Ergebnis            |
| ------------ | ----------------------------------------- | ---------------------------------------- | ------------------- |
| Herreneinzel | Virgil Soeroredjo                         | Mitchel Wongsodikromo                    | 10:21, 21:13, 21:10 |
| Dameneinzel  | Shari Watson                              | Milangela Plate                          | 21:19, 21:17        |
| Herrendoppel | Mitchel Wongsodikromo / Virgil Soeroredjo | Dylan Darmohoetomo / Irfan Djabar        | 21:15, 21:15        |
| Damendoppel  | Nathalie Haynes / Danielle Melchiot       | Crystal Leefmans / Quennie Pawirosentono | 21:13, 21:19        |
| Mixed        | Virgil Soeroredjo / Nathalie Haynes       | Mitchel Wongsodikromo / Jill Sjauw Mook  | 21:16, 21:16        |